# Wilbert Kautz
Wilbert "Wibs" Kautz (Chicago, Illinois, 7 de septiembre de 1915 - Worth, Illinois, 25 de mayo de 1979) fue un jugador de baloncesto estadounidense que disputó una temporada en la BAA, además de jugar en la ABL, la NBL y la PBLA. Con 1,83 metros de estatura, jugaba en la posición de escolta.

## Trayectoria deportiva

### Universidad
Jugó durante tres temporadas con los Ramblers de la Universidad Loyola Chicago, con los que llegó disputar la final del NIT en 1939, cayendo ante Long Island Blackbirds.

### Profesional
Nada más acabar su carrera universitaria fichó por los Chicago Bruins de la NBL, con los que disputó tres temporadas, siendo el máximo anotador del equipo en 1941, cuando promedió 10,8 puntos por partido, y en 1942, promediando 10,5 puntos.
Tras un paréntesis de 3 años por la Segunda Guerra Mundial, regresó a las pistas con los Baltimore Bullets de la ABL, fichando al año siguiente por los Chicago Stags de la recién creada BAA, con los que llegó a disputar las Finales ante los Philadelphia Warriors, en las que cayeron 4-1, con unos promedios por parte de Kautz de 5,1 puntos por partido.
Acabó su carrera, ya con 32 años, jugando una temporada en los Grand Rapids Rangers de la efímera PBLA, con los que promedió 9,5 puntos por partido.

#### Estadísticas en la BAA

##### Temporada regular
| Temporada | Edad | Equipo        | Liga | P  | TC  | TCA | %TC  | TL  | TLA | %TL  | ASIS | FP  | PTS |
| 1946-47   | 31   | Chicago Stags | BAA  | 50 | 2.1 | 8.4 | .255 | 0.8 | 1.5 | .534 | 0.7  | 2.3 | 5.1 |
| Total     |      |               | BAA  | 50 | 2.1 | 8.4 | .255 | 0.8 | 1.5 | .534 | 0.7  | 2.3 | 5.1 |

##### Playoffs
| Temporada | Edad | Equipo        | Liga | P | TC  | TCA | %TC  | TL  | TLA | %TL  | ASIS | FP  | PTS |
| 1946-47   | 31   | Chicago Stags | BAA  | 9 | 1.1 | 5.0 | .222 | 0.2 | 0.7 | .333 | 0.0  | 1.6 | 2.4 |
| Total     |      |               | BAA  | 9 | 1.1 | 5.0 | .222 | 0.2 | 0.7 | .333 | 0.0  | 1.6 | 2.4 |